# عبد الرحمن بن عيسى المرشدي
أبو الوجاهة عبد الرحمن بن عيسى العُمَري المُرشِدي (1567 - 11 أغسطس 1628)  فقيه مسلم وأديب حجازي. هو إمام المقام الحنفي وخطيب المسجد الحرام عاش في عصر التحول الإمبراطورية العثمانية بالحجاز. ولد بمكة ونشأ وتعلم بها، فحفظ القرآن وجوّده، وصلى به التراويح بالمسجد الحرام، وشرع في طلب العلم على علماء المسجد الحرام كالشيخ ملّا علي قاري وغيره، وأجازوه بمروياتهم، وأذنوا له بالتدريس، فدرّس بالمسجد الحرام والمدارس المكية، واستفاد منه الطلاب، وله رسائل ومؤلفات منها تعميم الفائدة بتتميم سورة المائدة والفتح القدسي في تفسير آية الكرسي ومنظومة مناهل السمر في منازل القمر. وكان ذا خط حسن، كتب عدة آيات على أبواب المسجد الحرام، وله قصائد جميلة، وولِّي إمامة المقام الحنفي، وخطابة المسجد الحرام، والقضاء، والإفتاء السلطاني. توفي فيها مسجوناً.

## سيرته
هو أبو الوجاهة عبد الرحمن بن عيسى بن مرشد العمري، ولد بمكة سنة 975 هـ/ 1567 م ونشأ بها وتعلم. أخذ الفقه والفرائض عن علي ابن جار الله بن ظهيرة، وقرأ على عبد الله السندي آداب البحث، وجوّد القرآن لى الملا علي القاري الهروي، ولازم عبد الرحيم بن حسان، والسيد غضنفر، وعبد السلام وزير السلار، ومحمد بن علي الركروك الجزائري. روى الحديث عن الشمس الرملي، وعن حميد السندي، وأحمد الشربيني والشمس النحراوي.

ولي التدريس بمدرسة محمد باشا في حدود 999 هـ، ثم إمامة المسجد الحرام وخطابته والإفتاء السلطاني سنة 1020 هـ، ثم تولّى التدريس بالمدرسة السليمانية الحنفية، كما كان قد تصدّر للتدريس بالمسجد الحرام في حدود سنة 1005هـ، وأفاد واستفاد.

تولى القضاء بمكة، وتولى ديوان الإنشاء في أيام الشريف محسن بن الحسن بن أبي نمي إلى تمام دولته. ثم تولّى الشريف أحمد بن عبد المطلب، وكان في نفسه على الشيخ المرشدي ظغن حل بصميم مهجته، فقبض عليه بعد نهب داره في أواخر رمضان سنة 1037هـ، واستمر مسجوناً إلى يوم النحر، وقُتل خنقاً ليلة الجمعة حادي عشر من ذي الحجة (11 أغسطس 1628)، ودفن بالشبيكة. قيل ان الشريف احمد طلبه يوماً إلى مجلسه، وهو غاضباً، وعاتبه أشد عتاب. فأجابه الشيخ بأحسن جواب، ثم أعاده إلى السجن، وقال للحاضرين والله إني أعلم وأعتقد أنه من أفضل علماء زمانه وأتقى أهل عصره.

## من شعره
له من قصيدة مدح بها الشريف حسن وابنه أبا طالب قوله:

## مؤلفاته

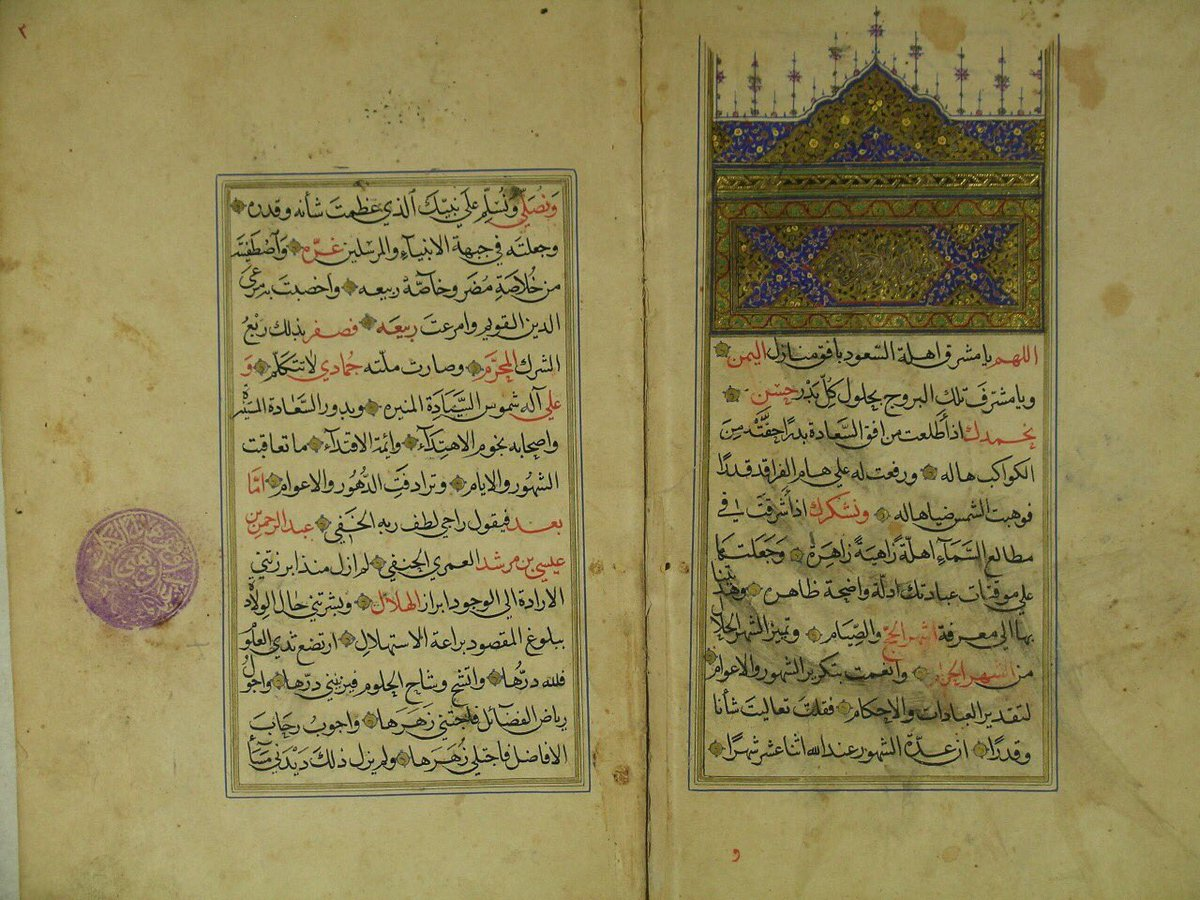
مخطوطة عثمانية "براعة الاستهلال فيما يتعلق بالشهر والهلال" تعود إلى القرن الـ 16.

له مؤلفات في الفقه الحنفي واللغة والبلاغة العربية:
- تعميم الفائدة بتتميم سورة المائدة، من تفسير الجلالي.
- الفتح القدسي في تفسير آية الكرسي
- حاشية على أنوار التنزيل، في التفسير للبيضاوي.
- منظومة مناهل السمر في منازل القمر
- براعة الإستهلال فيما يتعلق بالشهر والهلال
- ترصيف التعريف
- منظومة في العروض
- الجواب المكين عن مسألة إن كان يعذب المشركين
- شرح عقود الجمان في المعاني والبيان للسيوطي
- صفو الراح من مختار الصحاح
- فتح مسالك الرمز في شرح مناسك الكنز
- ديوان خطب